# Powiat de Szamotuły
Le powiat de Szamotuły (en polonais : powiat szamotulski) est un powiat appartenant à la voïvodie de Grande-Pologne dans le centre-ouest de la Pologne.
Elle est née le 1er janvier 1999, à la suite des réformes polonaises de gouvernement local passées en 1998. 
Le siège administratif du powiat est la ville de Szamotuły, qui se trouve à 32 kilomètres au nord-ouest de Poznań, capitale de la voïvodie de Grande-Pologne. Le powiat possède 4 autres villes, Wronki, située à 18 kilomètres au nord-ouest de Szamotuły, Pniewy, située à 24 kilomètres au sud-ouest de Szamotuły, Obrzycko, située à 13 kilomètres au nord de Szamotuły, et Ostroróg, située à 9 kilomètres au nord-ouest de Szamotuły. 
Le district couvre une superficie de 1 119,55 kilomètres carrés. En 2009, sa population totale est de 87 058 habitants, avec une population pour la ville de Szamotuły de 18 760 habitants, pour la ville de Wronki de 11 551 habitants, pour la ville de Pniewy de 7 464 habitants, pour la ville d'Obrzycko de 2 170 habitants, pour la ville d'Ostroróg de 1 995 habitants, et une population rurale de 43 909 habitants.

## Powiaty voisines
Le Powiat de Szamotuły est bordée des powiaty de : 
- Czarnków-Trzcianka au nord ;
- Oborniki à l'est ;
- Poznań au sud-est ;
- Nowy Tomyśl au sud-ouest ;
- Międzychód à l'ouest.

## Division administrative

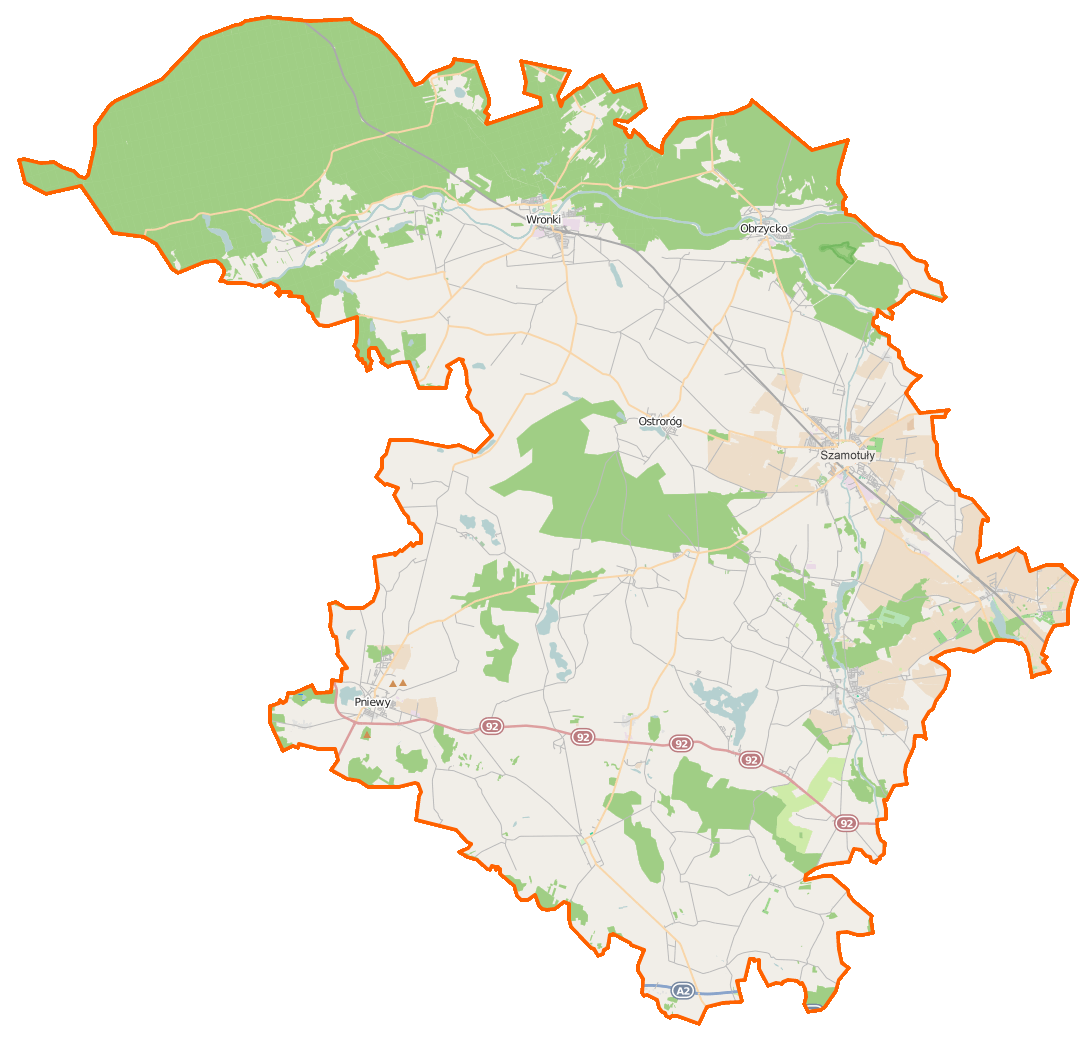
Plan du powiat.

Le powiat est divisé en 8 gminy (communes) :
| Gmina                                                   | Type         | Superficie (km²) | Population (2006) | Siège     |
| Szamotuły                                               | urbain-rural | 175,1            | 28 575            | Szamotuły |
| Wronki                                                  | urbain-rural | 302,1            | 18 713            | Wronki    |
| Pniewy                                                  | urbain-rural | 158,6            | 11 905            | Pniewy    |
| Duszniki                                                | rural        | 156,3            | 8 160             | Duszniki  |
| Kaźmierz                                                | rural        | 128,2            | 7 242             | Kaźmierz  |
| Ostroróg                                                | urbain-rural | 85.0             | 4 865             | Ostroróg  |
| Obrzycko                                                | rural        | 110,7            | 4 219             | Obrzycko* |
| Obrzycko                                                | urbain       | 3,7              | 2 170             |           |
| *le siège ne fait pas partie du territoire de la gmina. |              |                  |                   |           |

## Démographie
Données du 30 juin 2009 :
| Description | Total  | Total | Femmes | Femmes | Hommes | Hommes |
| ----------- | ------ | ----- | ------ | ------ | ------ | ------ |
| Unité       | Nombre | %     | Nombre | %      | Nombre | %      |
| Population  | 87 058 | 100   | 44 582 | 51,21  | 42 476 | 48,79  |
| Urbain      | 42 244 | 48,52 | 22 043 | 25,32  | 20 201 | 23,2   |
| Rural       | 44 814 | 51,48 | 22 539 | 25,89  | 22 275 | 25,59  |

## Histoire
De 1975 à 1998, les différents gminy du powiat actuelle appartenait administrativement à la Voïvodie de Piła et à la Voïvodie de Poznań.

La Powiat de Szamotuły est créée le 1er janvier 1999, à la suite des réformes polonaises de gouvernement local passées en 1998 et est rattachée à la voïvodie de Grande-Pologne.